# Кэрол Ломбард
Кэрол Ло́мбард (англ. Carole Lombard, урождённая Джейн Элис Питерс (англ. Jane Alice Peters), 6 октября 1908[…], Форт-Уэйн, Индиана — 16 января 1942[…], Невада) — американская актриса, была особенно известна своими энергичными, часто нестандартными ролями в эксцентричных комедиях. В 1999 году Американский институт киноискусства поставил Ломбард на 23-е место в своём списке «Величайших женщин-звезд классического голливудского кино».

## Жизнь и карьера

### Ранняя жизнь и образование (1908—1920)
Ломбард родилась в Форт-Уэйне, штат Индиана, 6 октября 1908 года, на Рокхилл-стрит, 704. Названная именем Джейн Элис Питерс, она была третьим ребёнком и единственной дочерью в семье Фредерика Кристиана Питерса (1875—1935) и Элизабет Джейн «Бесси» (урождённая Найт) Питерс (1876—1942). Её старшими братьями, с которыми она была близка в детстве и в зрелом возрасте, были Фредерик Чарльз (1902—1979) и Джон Стюарт (1906—1956). Родители Ломбард происходили из богатых семей, и свои ранние годы актриса провела в комфорте, биограф Роберт Матцен назвал этот период её жизни «периодом серебряной ложки». Однако брак между её родителями был напряжённым, и в октябре 1914 года её мать забрала детей и переехала в Лос-Анджелес. Хотя пара фактически не развелась, вместе они больше не жили. Постоянная финансовая поддержка её отца позволила семье жить без забот, хоть и не с той же роскошью, которой они наслаждались в Индиане, но они поселились в квартире недалеко от Венецианского бульвара в Лос-Анджелесе.
Биограф Уэс Геринг описывал её как «свободолюбивый сорванец», юная Ломбард любила смотреть фильмы и обожала спорт. В средней школе Вирджила она занималась теннисом, волейболом, плаванием и даже выигрывала трофеи за свои достижения в лёгкой атлетике. В возрасте 12 лет это хобби неожиданно принесло Ломбард её первую роль на экране. Играя в бейсбол с друзьями, она привлекла внимание кинорежиссёра Аллана Двона, который позже вспоминал, как увидел «маленького симпатичного сорванца… который легко обводил других детей, играя в бейсбол лучше, чем они. Мне нужен был кто-то её типажа для своей картины». При поддержке матери, Ломбард с радостью взялась за небольшую роль в мелодраме «Идеальное преступление» (1921). Она провела на съёмочной площадке два дня, исполнив роль сестры Монти Блю. Позже Двон прокомментировал её игру: «Она затмила его».

### Начало карьеры и контракт сFox(1921—1926)
«Идеальное преступление» не получило широкого распространения, но небольшой опыт вдохновил Ломбард и её мать искать новые работы в кино. В подростковом возрасте она безуспешно участвовала в нескольких кастингах. Когда в возрасте 15 лет она появилась в качестве королевы Первомайского карнавала средней школы Фэйрфакса, она была замечена сотрудником Чарли Чаплина и приглашена на кинопробы его фильма «Золотая лихорадка». Ломбард не получила роль, но благодаря её пробам, в Голливуде узнали о ней как о талантливой начинающей актрисе. Её пробы были замечены кинокомпанией Vitagraph, которая выразила заинтересованность подписать с ней контракт. Хоть этого и не произошло, условие, по которому она должна была взять новое имя («Джейн» считалось слишком скучным), сохранялось за Ломбард. Она выбрала имя «Корал» в честь девушки, с которой играла в теннис в средней школе.
В октябре 1924 года, вскоре после этих неудач, 16-летняя Ломбард подписывает контракт с Fox Film Corporation. Мать Ломбард связалась с Луэллой Парсонс, обозревателем светской хроники, которая помогла организовать ей кинопробы. По словам биографа Ларри Суинделла, красота Ломбард убедила Уинфилда Шихэна, руководителя студии, подписать с ней контракт на 75 долларов в неделю. Будучи подростком, Ломбард бросила учёбу, чтобы начать новую карьеру. Fox был согласен на имя Корал, но, в отличие от Vitagraph, им не нравилась её фамилия. И с того момента она стала «Корал Ломбард» — новая фамилия была взята у друга семьи.
Большинство появлений Ломбард в фильмах «Fox» были эпизодическими ролями в малобюджетных вестернах и приключенческих фильмах. Позже она прокомментировала своё недовольство этими ролями: «Всё, что мне нужно было делать, это мило улыбаться герою и кричать от ужаса, когда он сражался со злодеем». Однако она полностью наслаждалась другими аспектами работы в кино, такими как фотосессии, примерки костюмов и общение с актёрами на съёмочной площадке. Ломбард быстро приняла образ жизни флэппера и стала завсегдатаем ночного клуба «Кокосовая роща», где она выиграла несколько танцевальных конкурсов Чарльстона.
В марте 1925 года Fox дал Ломбард главную роль в драме «Брак в пути» (1925) где так же снимался Эдмунд Лоу. Её игра было тепло принята критиками, обозреватель Motion Picture News написал, что она продемонстрировала «хорошее самообладание и немалое очарование». Несмотря на это, руководители студии не были уверены в том, что Ломбард станет ведущей актрисой, и её однолетний контракт не был продлён. Геринг предполагал, что шрам на лице, который она получила в автомобильной аварии, повлиял на это решение, но это ошибочно, поскольку авария произошла почти два года спустя, 9 сентября 1927 года.
По словам историка Олимпии Кириаку, в ночь аварии Ломбард была на свидании с молодым человеком по имени Гарри Купер. Когда они ехали по бульвару Санта-Моника, Купер врезался в другую машину. В результате чего лобовое стекло разбилось, и осколки стекла порезали лицо девушки от носа через левую щеку до глаза. Ломбард перенесла пластическую операцию, и столкнулась с длительным периодом восстановления. После этого, на протяжении всей карьеры, Ломбард училась скрывать шрам с помощью макияжа и тщательного освещения. На момент аварии у актрисы был заключён контракт с Маком Сеннетом. В октябре 1927 года Ломбард и её мать Элизабет, подали в суд на Купера о возмещении ущерба в размере 35.000 долларов. В судебном иске они сослались на то, что «если раньше она могла получать зарплату в размере 300 долларов в месяц, как участница группы „девушки Сеннета“, то теперь она не может получить какую-либо работу». Иск был урегулирован во внесудебном порядке, и Ломбард получила 3.000 долларов. Хотя актриса опасалась, что авария положит конец её карьере, Сеннет пообещал помочь ей снова встать на ноги. Он дал ей прибыльные роли в кино и широкую известность, а также прозвище «Корал Кривых». Кириаку объяснила, что «это прозвище одновременно отвлекало внимание публики от её шрамов на лице и гармонично сочеталось с телесностью и женской чувственностью, которые были характерны выступлениям Ломбард» в фильмах Сеннета.

### Прорыв и ранний успех (1927—1929)
Хотя изначально у Ломбард были сомнения по поводу участия в буффонадных комедиях, актриса присоединилась к труппе «Купающиеся красавицы Сеннета», в качестве одной из участниц. Она снялась в 18 короткометражных фильмах, в период с сентября 1927 по март 1929 года, и очень наслаждалась этим временем в студии. Этот период дал Ломбард её первый опыт и обеспечил ценную подготовку в жанре комедии, для её будущей работы в кино. В 1940 году она назвала свои годы к качестве «девушки Сеннета» «поворотным моментом [моей] актёрской карьеры».
Продукция Сеннета распространялась компанией Pathé Exchange, и компания начала давать девушке роли в художественных фильмах. У неё были яркие роли в картинах «Народное шоу» (1928) и «Дочь Неда Маккобба» (1928), где критики отметили, что она произвела «хорошее впечатление» и «заслуживала внимание». В следующем году «Pathé» перевела Ломбард с ролей второго плана в главные роли. Её успех в картине Рауля Уолша «Я, гангстер» (1928), вместе с Джун Колльер и Доном Терри, ставшая его кинодебютом, наконец, ослабил давление, которое её семья оказывала на неё, чтобы она добиться успеха. В фильме «Высокое напряжение» (1929) Ховарда Хиггина, ставшей её первой звуковой картиной, она сыграла преступницу, находящуюся под стражей у заместителя шерифа, оба из которых находятся среди пассажиров автобуса, застрявших в глубоком сугробе. Её следующим фильмом, стала комедия «Большие новости» (1929), где она снялась вместе с Робертом Армстронгом, картина имела успех у критиков и собрала хорошую прибыль. Позже Ломбард воссоединилась с Армстронгом для съёмок в криминальной драме «Рэкетир», выпущенной в конце 1929 года. В рецензии журнала Film Daily было написано: «Корал Ломабрд стала настоящим сюрпризом, и показала свою лучшую работу на сегодняшний день. На самом деле это первая возможность, которая у неё появилась, чтобы доказать, что у неё есть всё необходимое».

### Контракт сParamountи первый брак (1930—1933)
Ломбард вернулась в «Fox», чтобы сыграть единственную роль в вестерне «Малыш из Аризоны» (1930). Это стало большим релизом для студии, главную роль в фильме исполнил популярный актёр Уорнер Бакстер, а Ломбард получила треть гонорара. После успеха фильма Paramount Pictures подписал с Ломбард контракт на 350 долларов в неделю, который к 1936 году постепенно увеличился до 3.500 долларов в неделю. Студия дала ей роль в комедии Бадди Роджерса «Безопасность в номерах» (1930), один критик написал о её работ в этом фильме: «Ломбард оказывается, может быть, первоклассной комедийной актрисой». В её следующем фильме, «Без царя в голове» (1930) с Мириам Хопкинс, Paramount ошибочно написал в титрах имя актрисы — Кэрол Ломбард. Актрисе понравилось эта версия написания её имени, и оно стало её постоянным псевдонимом.
Ломбард снялась в пяти фильмах, выпущенных в 1931 году, начиная с комедии Фрэнка Таттла «Реклама себя окупает». В следующих двух её фильмах, «Человек из высшего общества» и «Бабник», она снялась с Уильямом Пауэллом, главной звездой Paramount. Ломбард была поклонницей актёра ещё до того, как они встретились, увлечённая его красивой внешностью и жизнерадостным образом на экране. Вскоре у пары завязались отношения. Различия между парой были отмечены журналистами: ей было 22 года, она беззаботна и известная сквернословка, а ему было 38 лет, он был интеллектуалом и очень утончённым. Несмотря на то, что они были разными людьми, Пауэлл женится на Ломбард 6 июня 1931 года, в её доме в Беверли-Хиллз. Говоря со СМИ, девушка приводила доводы в пользу преимуществ «любви между двумя диаметрально разными людьми», утверждая, что их отношения допускают «идеальную любовь на эмоциональных качелях».
Брак с Пауэллом увеличил популярность Ломбард, в то время она продолжала радовать публику своими работами в фильмах «Дьявол тут как тут» (1931) и «Я возьму эту женщину» (1931). В рецензиях на последний фильм, в котором так же снялся Гэри Купер, несколько критиков предсказали, что Ломбард должна стать главной звездой года. Она снялась в пяти фильмах в течение 1932 года. «Ни один мужчина» и «Грешники под солнцем» не имели большого успеха, но романтическая картина Эдварда Баззела «Добродетель» (1932) была хорошо принята публикой. После съёмок в драме «Никаких орхидей» (1932), Ломбард исполнила роль жены мошенника в фильме «Трудный мужчина». Её партнером по фильму был Кларк Гейбл, который быстро стал одной из главных звёзд Голливуда. Фильм имел успех у критиков и собрал хорошую прибыль, а Уэс Геринг написал, что на тот момент это было «вероятно, лучшей картиной Ломбард». Это был единственный фильм, в которой Гейбл и Ломбард, будущие супруги, снимались вместе. Однако во время съёмок не возникло никакого романтического интереса, позже актриса рассказывала Гарсону Канину: «Мы снимались во всевозможных горячих любовных сценах… и я вообще никогда не чувствовала от него дрожи».
В августе 1933 года Ломбард и Пауэлл развелись после 26 месяцев брака, несмотря на это, они оставались очень хорошими друзьями до самой смерти Ломбард. В разводе она винила их карьеру, но в интервью 1936 года признала, что это «не имело ничего общего с разводом. Мы были просто двумя совершенно разными людьми». В том же году она снялась в пяти фильмах, начав с драмы «Из ада в рай» (1933) и закончив фильмом «Сверхъестественное» (1933), ставшим её единственным фильмом ужасов в карьере. После небольшой роли в военном фильме «Орел и сокол» (1933) с Фредриком Марчем и Кэри Грантом в главных ролях, она снялась в двух мелодрамах: «Краткий момент» (1933), который хорошо был оценён критиками, и «Белая женщина» (1933), где появилась в дуэте с Чарльзом Лоутоном.
У Ломбард были романтические отношения с Рассом Колумбо, известным эстрадным певцом и музыкантом, погибшим в результате трагического несчастного случая в 1934 году. Ломбард помогала в развитии карьеры Колумбо в кино и на радио. А в 1934 году в интервью с Соней Ли из журнала Mirror Magazine поделилась, что они были помолвлены. Ранее в том же году, многие СМИ писали про их отношения, а журнал «Screenland» заявил, что «роман Раса Колумбо и Кэрол Ломбард — один из самых очаровательных в Голливуде».

### Успех в эксцентричных комедиях (1934—1935)
1934 год стал кульминационным в карьере Ломбард. Начиная с музыкальной драмы Уэсли Рагглза «Болеро» (1934), где Джордж Рафт и она продемонстрировали свои танцевальные способности в экстравагантно поставленной постановке в стиле произведения для оркестра Мориса Равеля — «Болеро». Ещё до начала съёмок ей предложили главную женскую роль в фильме «Это случилось однажды ночью», но она отказалась от неё из-за разногласий в расписании графика съёмок. Картина «Болеро» было благосклонно принята публикой, а её следующий фильм, музыкальная комедия «Не одеваясь» с Бингом Кросби, имел кассовый успех.
Затем Ломбард была приглашена режиссёром Говардом Хоуксом, который приходился ей троюродным братом, чтобы сыграть главную роль в его эксцентричном комедийном фильме «Двадцатый век» (1934). Картина оказалась переломным моментом в её карьере и сделала крупной звездой. Однажды Хоукс встретил актрису в нетрезвом виде на вечеринке, где он счёл её «весёлой и раскованной, и именно то, что нужно для этой картины», её партнёром по фильму стал Джон Берримор. В фильме «Двадцатый век» Ломбард играет актрису, которую преследует её бывший наставник, яркий бродвейский импресарио. Хоукс и Бэрримор не были впечатлены её работой на кинопробах, поняв, что у неё натянутая игра и она слишком «переигрывает». Режиссёр посоветовал Ломбард расслабиться, быть собой и действовать согласно своим инстинктам. Она хорошо отреагировала на этот совет, и в последующих обзорах на фильм отметили неожиданный «пламенный талант» актрисы — «Ломбард, какую вы никогда не видели». Критик Los Angeles Times посчитал, что она полностью отличается от своего прежнего холодного и «расчетливого» образа на экране, добавив, что «она пылает жизнью и страстью, самоотверженностью и перевоплощением».
Следующими фильмами, в которых появилась Ломбард, были «Отныне и навек» (1934) Генри Хэтэуэя, с участием Гэри Купера и новой звездой Ширли Темпл, а также «Леди выбирают» (1934), который имел успех у критиков и собрал хорошую прибыль. Гангстерская комедия «Весёлая невеста» (1934) где она снималась в паре с Честером Моррисом, не имела успеха у критиков. После воссоединения с Джорджем Рафтом для другой танцевальной картины «Румба» (1935), Ломбард повторила сумасшедший успех «Двадцатого века». В следующем фильме Митчелла Лейзена «Руки на столе» (1935), она играет маникюршу, находящуюся в поисках богатого мужа, которого играет Фред Макмюррей. Критики высоко оценили фильм, а рецензент Photoplay заявил, что Ломбард подтвердила свой талант в жанре комедии. Картина запомнилась как один из лучших фильмов в её карьере, а экранная пара Ломбард и Макмюррей оказалась настолько популярной, что они вместе снялись ещё в трёх картинах.

### Признание критиков (1936—1937)
Первым фильмом Ломбард в 1936 году была «Любовь перед завтраком», описанная Герингом как «Укрощение строптивой в эксцентричном стиле». В комедии Уильяма К. Ховарда «Принцесса пересекает океан» (1936), ставшей её второй картиной с Макмюрреем, она сыграла подающую надежды актрису, которая выиграла контракт на съёмки в фильме, притворившись шведской принцессой. Картина была названа пародией на Грету Гарбо, и получила высокую оценку среди критиков. Успешная карьера Ломбард продолжилась, когда она была нанята Universal Studios для роли в эксцентричной комедии «Мой слуга Годфри» (1936). Уильям Пауэлл, исполнивший главную роль — слугу Годфри, настоял на том, чтобы Ломбард сыграла главную женскую роль, после развода они остались друзьями, и Пауэлл чувствовал, что она идеально подойдет на роль Айрин, сумасшедшей наследницы, которая нанимает «бездомного человека» в качестве дворецкого в семейном доме. Режиссёром фильма был Грегори Ла Кава, который знал Ломбард лично и посоветовал ей использовать в этой роли свой «сумасбродный характер». Она усердно работала над ролью, особенно над поиском подходящего выражения лица для Айрин. Картина «Мой слуга Годфри» имела большой успех и собрала хорошую кассу. Она так же получила шесть номинаций на 9-й церемонии вручения премии «Оскар», а Ломбард была номинирована за лучшую женскую роль. Биографы называют Айрин её лучшей ролью, а Фредерик Отт говорил, что она «чётко показала себя первоклассной комедийной актрисой».
К 1937 году Ломбард была одной из самых популярных актрис Голливуда, а также самой высокооплачиваемой знаменитостью после сделки, заключённой её агентом Майроном Селзником с «Paramount», которая принесла ей 450.000 долларов, это в 5 раз больше, чем получал президент в США. Поскольку её зарплата широко освещалась в прессе, Ломбард заявила, что 80 процентов её заработка уходят на налоги и, что она счастлива помочь своей стране. Эти слова принесли ей большой положительный резонанс, и президент Франклин Д. Рузвельт прислал ей личное письмо с благодарностью.
Её первым фильмом в 1937 году стал «Взлёты и падения» режиссёра Митчелла Лейзена, и третьей картиной в паре с Макмюрреем. Фильм был посвящен роману между двумя артистами кабаре, он имел успех у критиков и собрал хорошую прибыль. Это была, прежде всего, драма, с редкими моментами комедии, но для своего следующего проекта, «Ничего святого» (1937), Ломбард вернулась к жанру эксцентричной комедии. Продюсер Дэвид О. Селзник, впечатлённый её игрой в фильме «Мой слуга Годфри», очень хотел поработать с актрисой в комедийном жанре, и нанял Бена Хекта, чтобы тот написал для неё оригинальный сценарий. Фильм «Ничего святого», высмеивал журналистскую индустрию и «доверчивые городские массы», режиссёром стал Уильям Уэллман, а Фредрик Марч сыграл главную мужскую роль. Ломбард исполнила роль девушки из маленького городка, которая притворяется умирающей и обнаруживает, что её история используется нью-йоркским репортёром. Фильм получил высокую оценку и стал одним из любимых картин Ломбард, а также единственной её картиной снятой в техниколоре.
Ломбард продолжила сниматься в эксцентричных комедиях, а затем появилась в картине, которую Суинделл называл одним из своих «самых сумасшедших» фильмов, «Чистосердечное признание» (1937). Она сыграла навязчивую лгунью, которая ошибочно признается в убийстве. Ломбард понравился сценарий, она была в восторге от проекта, который воссоединил её с Джоном Бэрримором и стал её последним появлением в паре с Макмюрреем. Её предсказание о том, что фильм будет «иметь несомненный успех», оказалось точным, поскольку критики положительно отреагировали на него, и фильм был популярным в прокате.

### Драматические роли и второй брак (1938—1940)
«Чистосердечное признание» был последним фильмом Ломбард, снятым по контракту с Paramount, и до конца своей карьеры она оставалась независимой артисткой. Её следующий фильм был снят на студии «Warner Bros.», где она сыграла известную актрису в фильме Мервина Лероя «Скандал дураков» (1938). Комедия получила резкие отзывы критиков и провалилась в прокате, а Суинделл назвал её «одним из самых ужасных провалов тридцатых годов».
«Скандал дураков» стал единственным фильмом, в котором снялась Ломбард в 1938 году. К этому времени она состояла в отношениях с Кларком Гейблом. Через четыре года после того, как они познакомились на съёмках в фильме «Трудный мужчина», они вновь встретилась на голливудской вечеринке в начале 1936 года, и у них завязался роман. СМИ проявляли большой интерес к их паре и часто задавались вопросом, поженятся ли они. Гейбл на тот момент уже состоял в браке с Рией Лэнгхэм, и она отказывалась давать ему развод. Поскольку его отношения с Ломбард стали серьёзнее, Лэнгхэм в конце концов согласилась на развод, за полмиллиона долларов отступных. Развод был завершён в марте 1939 года, после чего Гейбл и Ломбард сбежали в Кингмен, штат Аризона, где тайно поженились 29 марта. Оба супруга были большими любителями природы, они купили ранчо площадью 20 акров в Энсино, штат Калифорния, где держали домашних животных и наслаждались охотой. Почти сразу же Ломбард хотела завести ребёнка, но её попытки не увенчались успехом, после двух выкидышей и многочисленных обращений к репродуктологам она не могла иметь детей. В начале 1938 года Ломбард официально присоединилась к вере Бахаи, членом которой с 1922 года была её мать.
Продолжая работать в более медленном темпе, Ломбард решила отказаться от комедийного жанра и вернуться к драматическим ролям. Она появилась во второй постановке Дэвида О. Селзника «Созданы друг для друга» (1939), в которой она вместе с Джеймсом Стюартом сыграла пару, сталкивающуюся с домашними трудностями. Отзывы на фильм были положительными, так же похвалили драматическую игру Ломбард, но в финансовом отношении фильм провалился. Следующей картиной Ломбард стала совместная работа с Кэри Грантом в романе Джона Кромвелла «Лишь на словах» (1939), она лично вела переговоры с RKO Radio Pictures, когда услышала о сценарии и участии Гранта в фильме. Эта роль была отражением её личного опыта, поскольку она исполнила роль женщины, влюблённую в женатого мужчину, жена которого отказывается разводиться. За роль ей заплатили 150.000 долларов, что сохранило её статус одной из самых высокооплачиваемых актрис Голливуда, фильм имел скромный успех.
В надежде получить «Оскар» Ломбард выбрала свой следующий проект из нескольких возможных сценариев, ожидая, что он принесёт ей заветный трофей. «Бдение в ночи» (1940), режиссёра Джорджа Стивенса, показал Ломбард в роли медсестры, которая сталкивается с рядом личных трудностей. Хотя картина получила высокую оценку среди критиков, Ломбард не получила своей номинации, так как мрачное настроение картины оттолкнуло зрителей, а кассовые сборы были низкими. Несмотря на понимание того, что она лучше всего подходит для комедий, Ломбард снялась в ещё одной драме «Они знали, что хотели» (1940) с Чарльзом Лотоном в главной роли, картина имела скромный успех.

### Заключительные роли (1941—1942)
Согласившись с тем, что «её имя не продаёт билеты на серьёзные картины», Ломбард впервые за три года возвращается к комедийному жанру, снявшись в фильме «Мистер и миссис Смит» (1941) с Робертом Монтгомери. Они сыграли пару, которая понимает, что их брак рушится. Ломбард оказала влияние на Альфреда Хичкока, с которым была знакома через Дэвида Селзника, снять один из его самых нетипичных фильмов. Картина стала финансово успешной, и зрители положительно отреагировали на то, что Суинделл назвал «запоздалые радостные новости… это то, что Кэрол Ломбард снова оказалась эксцентричной».
Прошёл почти год, прежде чем Ломбард снялась в другом фильме, сосредоточившись вместо этого на своем доме и браке. Решив, что её следующий фильм должен быть «безусловным хитом», она была осторожна в выборе нового проекта. Через своего агента Ломбард узнала о грядущем фильме Эрнста Любича «Быть или не быть» (1942), чёрной комедии, высмеивающей захват Польши нацистами. Актриса давно хотела поработать с Любичем, её любимым комедийным режиссёром, и чувствовала, что материал, хоть и противоречивый, но достойный. Несмотря на то, что это была не такая большая роль к которым привыкла Ломбард, она согласилась на роль актрисы Марии Туры, получив более высокий гонорар, чем Джек Бенни, главный герой фильма. Съёмки проходили осенью 1941 года и, как сообщается, стали одним из самых счастливых событий в карьере Ломбард.

## Смерть
Когда США вступили во Вторую мировую войну в конце 1941 года, Ломбард поехала в свой родной штат Индиана, в тур Liberty Bond по сбору денег на военные нужды посредством военных облигаций, вместе со своей матерью Элизабет Питерс и пресс-агентом Кларка Гейбла, Отто Уинклером. За один вечер Ломбард привлекла военных облигаций на сумму более 2 миллионов долларов. Изначально планировалось, что её команда вернётся в Лос-Анджелес поездом, но Ломбард любила путешествовать по воздуху, и очень хотела добраться до дома быстрее. Её мать и Уинклер боялись летать и настаивали на том, чтобы команда следовала своим первоначальным планам путешествия. Ломбард предложила подбросить монетку, они согласились, и Ломбард выиграла жеребьёвку.
Рано утром 16 января 1942 года Ломбард, её мать и Уинклер сели на борт самолёта Douglas DST (спасательное транспортное средство Дуглас) компании Transcontinental and Western Air, для возвращения в Калифорнию. После дозаправки в Лас-Вегасе, самолёт взлетел в 19:07 и врезался в Дабл-Ап-Пик недалеко от уровня горы Потоси на высоте 8.300 футов (2.530 м), в 32 милях (51 км) к юго-западу от аэропорта Лас-Вегас. Все 22 человека находившиеся на борту, включая Ломбард, её мать и 15 солдат армии США, погибли мгновенно. Кэрол Ломбард было 33 года. Причина крушения была связана с неспособностью лётного экипажа должным образом ориентироваться в горах, окружающих Лас-Вегас. В качестве меры предосторожности, против возможного проникновения вражеских японских бомбардировщиков в воздушное пространство Америки из Тихого океана, аварийные маячки, обычно используемые для управления ночными полётами, были отключены. В результате чего пилот и экипаж компании TWA не получили визуальных предупреждений о горах находящихся на их траектории, во время полёта. Останки самолёта после крушения всё ещё находятся на Потоси, потому что их очень трудно найти из-за склонов и кустарников.

### После смерти
Похороны Ломбард состоялись 21 января на кладбище в Мемориальном парке Форест-Лаун в Глендейле, штат Калифорния. Её похоронили рядом с матерью под именем Кэрол Ломбард Гейбл. Кларк Гейбл, после смерти жены, был женат дважды, но несмотря на это, в 1960 году, когда он умер от сердечного приступа, его похоронили рядом с Ломбард.
Её последний фильм «Быть или не быть» режиссёра Эрнста Любича, с Джеком Бенни в главной роли, пародия про нацизм и Вторую мировую войну, на момент её смерти находился в стадии постпродакшна. Существует версия, что продюсеры фильма решили вырезать сцену, в которой персонаж Ломбард спрашивает: «Что может случиться в самолёте?» из-за уважения к обстоятельствам её смерти. Тем не менее, согласно расширенным файлам фильма, нет никаких доказательств, что этот кадр существовал и был удалён впоследствии. Эфир радиопрограммы «Программа Джека Бенни» от 18 января прошёл без ведущего Джека Бенни. На открытии передачи диктор Дон Уилсон заявил, что Джек не появится в этот вечер, но не объяснил причины его отсутствия. В шоу в тот вечер не было никаких шуток, только музыкальные номера. Ломбард должна была появиться в эфире этого шоу следующим воскресным вечером.
На момент её смерти Ломбард была утверждена на главную роль в фильме «Они все целовали невесту», когда производство картины началось, её заменила Джоан Кроуфорд. Кроуфорд пожертвовала весь свой гонорар Красному Кресту, который оказал большую помощь в восстановлении тел после авиакатастрофы. Вскоре после смерти жены Гейбл, который был безутешен и опустошён своей потерей, поступил на службу в ВВС США. Ломбард несколько раз просила его сделать это после того, как Соединённые Штаты вступили во Вторую мировую войну. После офицерской подготовки Гейбл возглавлял подразделение из шести человек, прикрепленное к бомбардировочной группе B-17 в Англии, в качестве наблюдателя-стрелка в бою, а также совершил пять боевых вылетов. Гитлер оказывал особое предпочтение Гейблу, и объявил значительную награду для того, кто сможет взять его живым.
В декабре 1943 года Морская комиссия США, объявила о спуске на воду корабля «Либерти», названного в честь Кэрол Ломбард. Гейбл присутствовал на спуске на воду судна SS Carole Lombard 15 января 1944 года, во вторую годовщину рекордного сбора военных облигаций Ломбард. Корабль участвовал в спасении сотен выживших с затонувших кораблей в Тихом океане и возвращении их в безопасное место, до 1959 года.
В 1962 году Джилл Уинклер Рэт, вдова Отто Уинклера, подала иск на сумму 100.000 долларов, против состояния Кларка Гейбла на 2.000.000 долларов в связи с гибелью Уинклера в авиакатастрофе вместе с Кэрол Ломбард. В своём иске Рэт заявила, что Гейбл пообещал оказать ей финансовую помощь, если она не подаст иск против соответствующей авиакомпании. Рэт заявила, что позже узнала, что Гейбл урегулировал свой иск против авиакомпании за 10 долларов. Он сделал это, потому что не хотел вновь переживать своё горе в суде и впоследствии не предоставил ей никакой финансовой помощи. Иск был отклонен Верховным судом Лос-Анджелеса.

## Наследие
Писатель Роберт Д. Матцен назвал Ломбард «одним из самых коммерчески успешных и уважаемых кинодеятелей Голливуда в 1930-е годы», а писатель-феминистка Джун Сочен считает, что Ломбард «продемонстрировала большие знания механики кинопроизводства». Джордж Рафт, её коллега по фильму «Болеро» (1934), очень уважал актрису, отметив: «Я действительно любил Кэрол Ломбард. Она была величайшей девушкой, которая когда-либо жила, и мы были лучшими друзьями. Она нравилась всем!».
Историк Олимпия Кириаку описывает Ломбард, как прогрессивную феминистскую звезду студийной эпохи. Она описывает политику Ломбард как «прото-феминистскую», объясняя, что «многие из её политических и социальных заявлений предшествовали феминистскому движению второй волны, и очень соответствовали направленности этой волны», особенно её взгляды на роль женщины в доме и на рабочем месте. Независимая звёздная персона Ломбард уравновешивала её женственность и экранный гламур с «мужским деловым чутьем».
Обозреватель Photoplay Харт Сеймор описал её как «идеальный пример современной карьеристки», что было основано на способности Ломбард «жить согласно логической предпосылке, что женщины имеют равные права с мужчинами». Photoplay опубликовал статью о деловой хватке Ломбард под названием «Кэрол Ломбард рассказывает: „Как я живу по мужскому кодексу“», в которой она даёт читателям советы, как добиться успеха на работе и дома, такие как «играть честно [с мужчинами] … не волноваться из-за критики — и реагировать на неё по-мужски». В статье Ломбард говорит читателям, что она «не верит в мужской мир», и призывает женщин «работать — если это нравится», добавляя: «Все женщины должны иметь что-то стоящее и совершенствоваться, развивая в себе эффективность, будь то ведение домашнего хозяйства или выращивание цыплят. Работающие женщины — интересные женщины». Но, как объясняет Кириаку, такая статья была опубликована для того, чтобы «вызвать определённый отклик у читателей фан-журнала, а именно, чтобы увидеть независимую звезду Ломбард, отличающуюся от её героинь, которых они видели на экране».
Более того, по словам исследователя, Эмили Кармэн, независимая звёздная персона Ломбард смогла проявить себя только тогда, когда она «достигла наибольших успехов в профессиональной карьере в середине 1930-х годов», что в конечном итоге привело к тому, что она стала одной из первых звёзд студийной эпохи, которые стали независимыми. Независимость дала Ломбард больше самостоятельности в принятии карьерных решений и в выборе ролей, которые она могла исполнить.
Также, Ломбард была первой голливудской звездой, предложившей коммерческое участие в прибыли. В 1938 году она договорилась с Selznick International Picture о снижении заработной платы на 100.000 долларов в обмен на 20-процентное сокращение валовой выручки дистрибьютора с 1,6 до 1,7 миллиона долларов и последующие меньшие проценты по мере увеличения прибыли. Кармэн объясняет, что этот контракт также включал пункт о запрете ссуды, сохранив право нанять Трэвиса Бэнтона в качестве дизайнера по костюмам для неё, а также все законные права на её образ. Кармэн заключает, что стратегическое деловое чутьё Ломбард и лёгкий характер были центральными элементами её независимого звёздного образа, а контроль, который она сохраняла над своей карьерой, был вызовом «патерналистской структуре» студийной системы.
Ломбард была особенно известна шутовством в своих выступлениях, описанная как «прирожденная шутница, прямолинейная и солёная на язык, предшественница феминисток и одна из немногих звезд, которую любили техники и студийные работники, работавшие с ней». Журнал Life отметил, что её личность в кино вышла за пределы реальной жизни: «её речь, обычно блестящая, прерывающаяся визгом, смехом, рычанием, жестикуляцией и ругательствами матросского попугая». Грэм Грин высоко оценил «душераздирающие и ностальгические мелодии» её быстрого исполнения, а в газете The Independent писали: "Платиновая блондинка, с сердцевидным лицом, тонкими озорными чертами лица и фигурой, сделанной так, чтобы её можно было окутать в спандекс, Ломбард выразительно двигалась в таких классических произведениях, как «Двадцатый век» и «Мой слуга Годфри».
В 1999 году Американский институт киноискусства поставил Ломбард на 23-е место в своем списке величайших американских женщин-легенд классического голливудского кино.
У неё есть звезда на голливудской «Аллее славы» за вклад и развитие киноиндустрии, она находится на Голливудском бульваре, её номер — 6930.
Ломбард была номинирована на премию «Оскар» за лучшую женскую роль в фильме «Мой слуга Годфри».
Несколько актрис воплотили её образ на экране: Джилл Клейберг в фильме «Гейбл и Ломбард» (1976), Шэрон Глесс в фильме «Война Скарлетт О'Хара» (1980), Дениз Кросби в фильме «Происки в Стране чудес» (1985), Анастасия Хилл в фильме «Проект 281» (1999) и Ванесса Грей в фильме «Люси» (2003).
Дом детства Ломбард в Форт-Уэйне был признан исторической достопримечательностью. Город назвал близлежащий мост через реку Святой Марии — Мемориальным мостом Кэрол Ломбард.

### на английском языке
- Carr, Larry (1979). More Fabulous Faces: The Evolution and Metamorphosis of Bette Davis, Katharine Hepburn, Dolores del Río, Carole Lombard and Myrna Loy. Doubleday and Company, 265 pages. ISBN 978-0-385-12819-3
- Gehring, Wes D. (2003). Carole Lombard: The Hoosier Tornado. Indianapolis, Indiana: Indiana Historical Society Press, 264 pages. ISBN 978-0-87195-167-0
- Matzen, Robert D. (1988). Carole Lombard: A Bio-bibliography. Westport, Connecticut: Greenwood Press, 181 pages. ISBN 978-0-313-26286-9
- Ott, Frederick W. (1972). The Films of Carole Lombard. Secaucus, New Jersey: Citadel Press, 192 pages. ISBN 978-0-8065-0278-6
- Swindell, Larry (1975). Screwball: The Life of Carole Lombard. New York: William Morrow & Company, 324 pages. ISBN 978-0-688-00287-9